# Abbas Fahdel

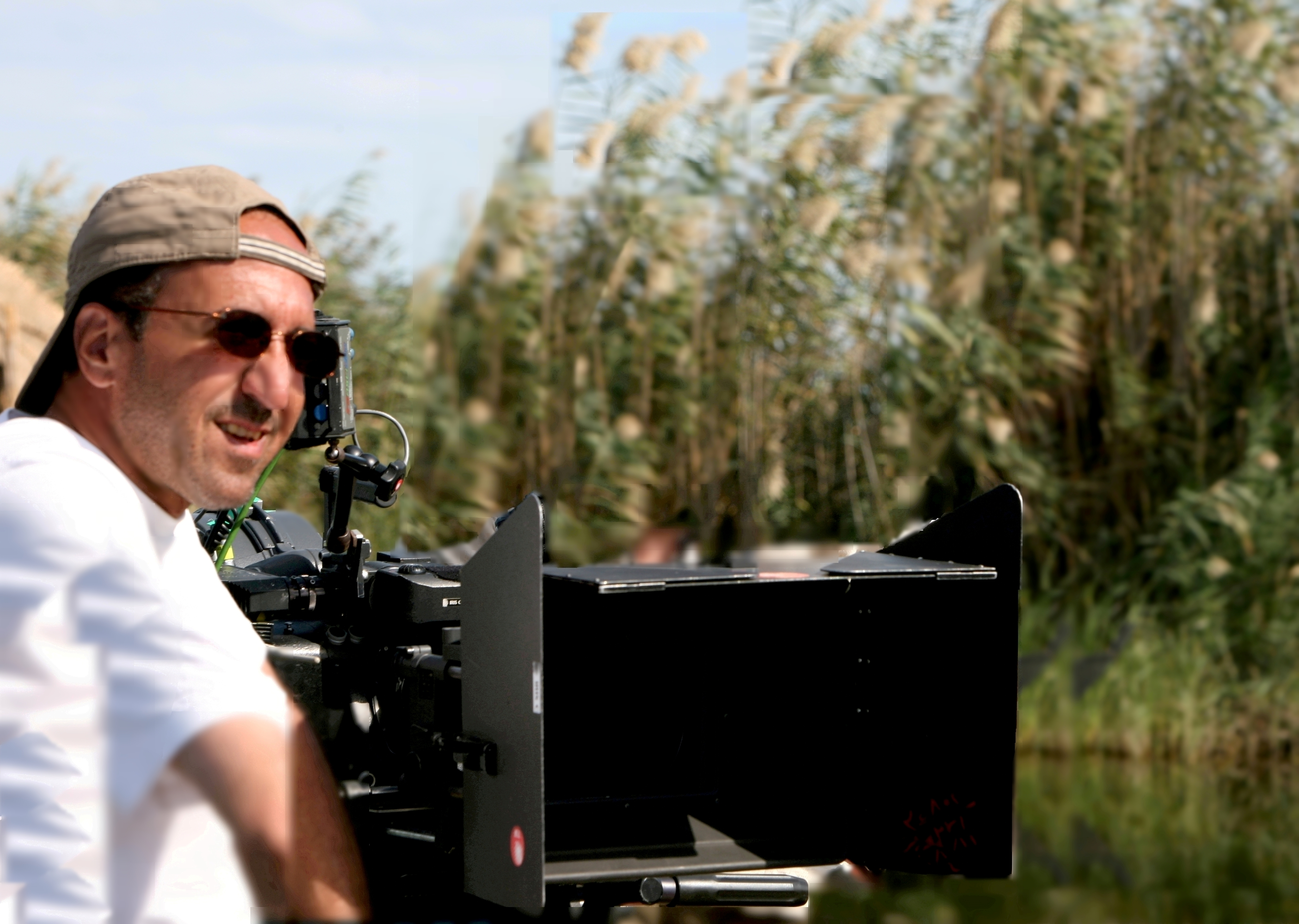
Abbas Fahdel

Abbas Fahdel (arabisch عباس فاضل, DMG ʿAbbās Fāḍil; * Babylon, Irak) ist ein irakisch-französischer Filmregisseur, Drehbuchautor und Filmkritiker. Im Alter von achtzehn Jahren ging er nach Frankreich und studierte und promovierte in der Filmwissenschaft an der Sorbonne. Nach mehreren Jahren journalistischer Tätigkeit und nachdem er einige Kurzfilme gedreht (Things in the shadow, Weegee’s World, Sunday at a suburban café), kehrte er im Januar 2002 in sein Land zurück. Dort drehte er den Dokumentarfilm Retour à Babylone und nach dem Einmarsch der Amerikaner die Dokumentation Nous les Irakiens (2004). Dawn of the World (2008) ist sein erster Spielfilm und wurde 2009 beim Festival International du Film Asiatique de Vesoul (Bestes Drehbuch), beim Rabat International Film Festival (Großer Preis der Jury) und beim Gulf Film Festival (Bester Film) ausgezeichnet.
Abbas Fahdel wurde in die Jury des Berlinale Dokumentarfilmpreises bei den Internationalen Filmfestspielen Berlin 2024 berufen.

## Filmografie
- 2002: Retour à Babylone. Dokumentarfilm
- 2004:  Nous les Irakiens. Dokumentarfilm
- 2008:  Dawn of the World  (L'Aube du monde),  mit Hafsia Herzi und Hiam Abbass
- 2015: Homeland (Iraq Year Zero). Dokumentarfilm